# Clapham (Lambeth)
Clapham is een wijk in het zuid-Londense bestuurlijke gebied Lambeth, in de regio Groot-Londen. Een deel van de wijk ligt in het district Wandsworth. In de wijk ligt een groot park, Clapham Common.

## Geschiedenis

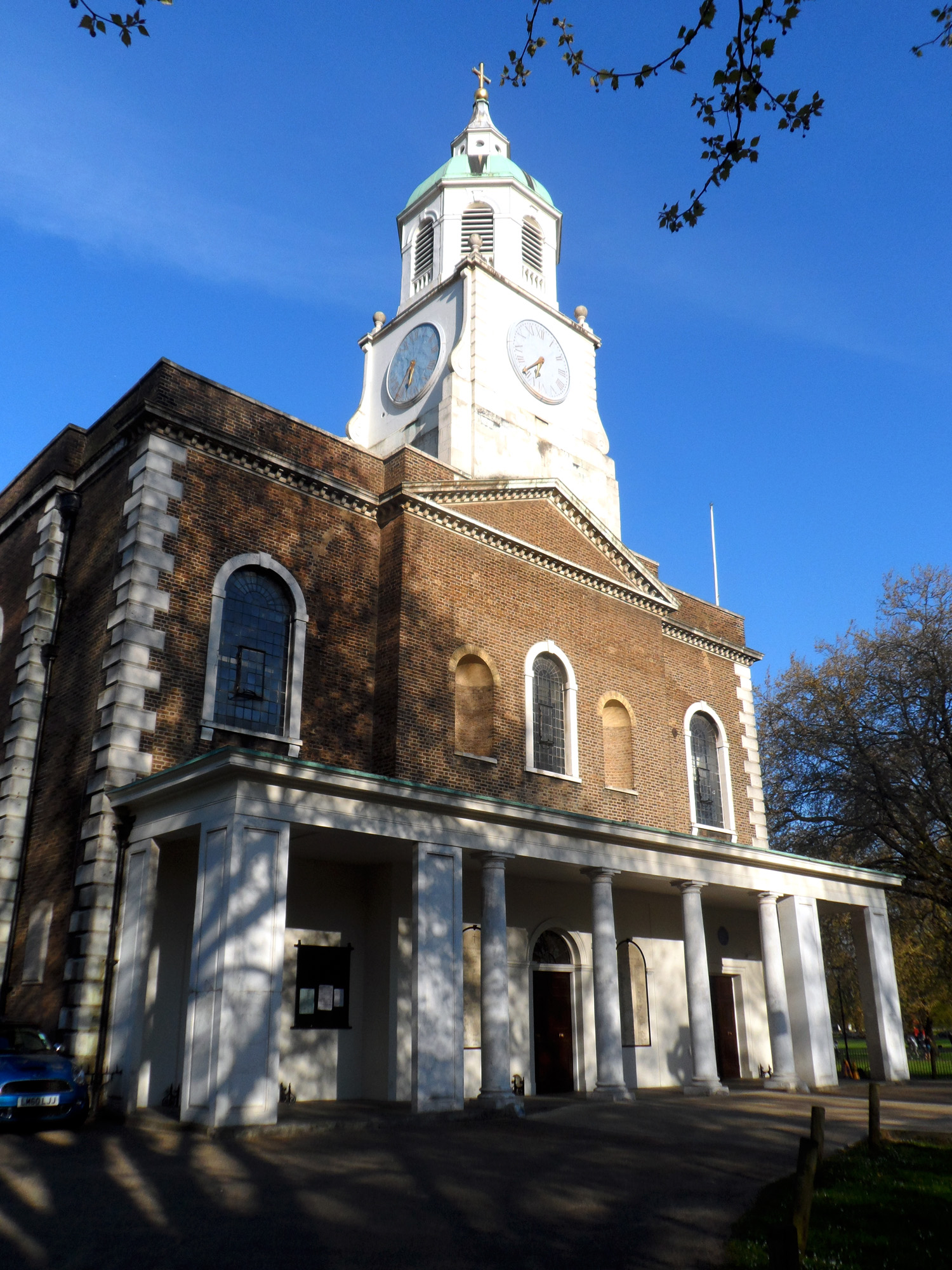
Holy Trinity Church, waar de Clapham Sect bijeen kwam

Clapham High Street, de hoofdstraat door Clapham, was oorspronkelijk deel van een Romeinse weg van Londen naar Chichester. In het jaar 965 gaf koning Edgar van Engeland het gebied aan Jonas, zoon van de hertog van Lotharingen, die daarna als Jonas de Clapham bekendstond. Het gebied bleef in eigendom van het geslacht Clapham tot de verovering van Engeland door Willem de Veroveraar in 1066. Het gebied werd in het Domesday Book genoemd als Clopeham.
Eind 17e eeuw begon Clapham populair te worden als buiten onder vermogende Londenaren, die er grote villa's en buitenhuizen lieten bouwen, vooral rond  Clapham Common en in Clapham Old Town. Samuel Pepys verbleef de laatste twee jaren van zijn leven in Clapham. Elizabeth Cook, echtgenote van ontdekkingsreiziger James Cook, ging na zijn dood in een huis aan Clapham Common wonen. 
Een groep van rijke Londense handelaren vormde eind 18e eeuw een sociale reformbeweging geleid door William Wilberforce. Deze beweging, de Clapham Sect of Clapham Saints genoemd, streed voor de afschaffing van slavernij en kinderarbeid en de verbetering van de omstandigheden in gevangenissen. Ze behoorden tot de evangelische tak van het anglicanisme en kwamen bijeen in Holy Trinity Church in Clapham.
Na de aanleg van spoorwegen in de 19e eeuw werd Clapham een "gewone" buitenwijk en trokken de rijken weg naar andere delen van de stad. Veel van hun chique buitenhuizen begonnen te vervallen en werden afgebroken. De wijk was zo synoniem met doorsnee Londenaren dat de uitdrukking The man on the Clapham omnibus, een soort Engelse versie van Jan Modaal, in zwang kwam. In de jaren 1980 begon de opmars van gentrificatie en werd Clapham een wijk voor de middenklasse.

## Verkeer en vervoer
De wijk wordt bediend door drie treinstations, Station Clapham High Street, Station Wandsworth Road en Station Clapham Junction. Clapham Junction is een van de drukste stations van Europa. Daarnaast zijn er drie stations aan de Northern Line van de Metro van Londen: Clapham North, Clapham Common en Clapham South.

## Bekende inwoners van Clapham

### Geboren
- Lytton Strachey (1880-1932), schrijver
- Claude Rains (1889-1967), acteur
- Kingsley Amis (1922-1995), schrijver
- John Keegan (1934-2012), historicus
- Christopher Wood (1935-2015), scenarioschrijver
- Paul Kaye (1964), acteur, scenarioschrijver en komiek

### Overleden
- Samuel Pepys (1633-1703), dagboekschrijver
- Jeremy Brett (1933-1995), acteur

### Woonachtig (geweest)
- Henry Cavendish (1731-1810), natuurkundige
- William Wilberforce (1759-1833), politicus
- Alfred Marshall (1842-1942), econoom
- Natsume Soseki (1867-1916), schrijver
- Graham Greene (1904-1991), schrijver
- Vanessa Redgrave (1937), actrice
- Corin Redgrave (1939-2010), acteur
- Angela Carter (1940-1992), schrijver
- Miriam Margolyes (1941), actrice
- Vivienne Westwood (1941-2022), modeontwerper
- David Calder (1946), acteur
- Jo Brand (1957), comédienne
- Ainsley Harriott (1957), chef-kok
- Sarah Ferguson (1959), hertogin van York
- Neil Pearson (1959), acteur
- Damon Hill (1960), autocoureur
- Lena Headey (1973), actrice
- Eric Prydz (1976), dj en producer
- Kelly Reilly (1977), actrice
- Natasha Bedingfield (1981), zangeres
- Margot Robbie (1990), actrice

## Galerij

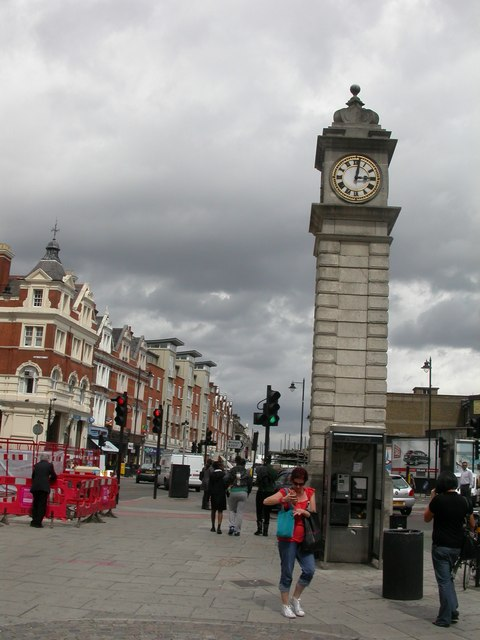
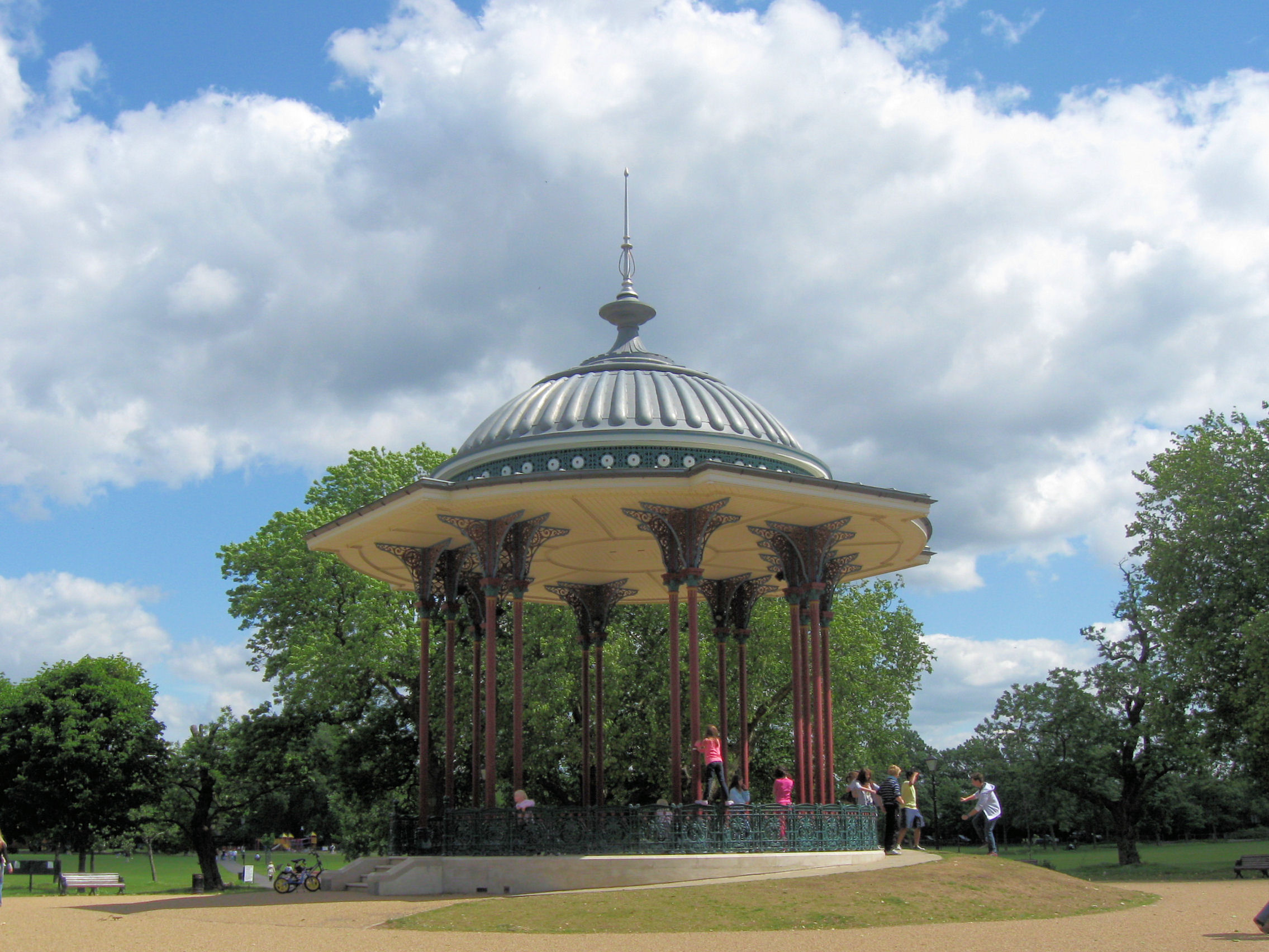
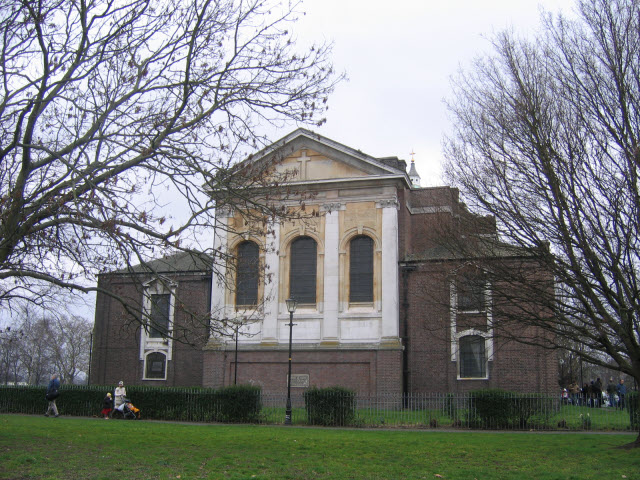
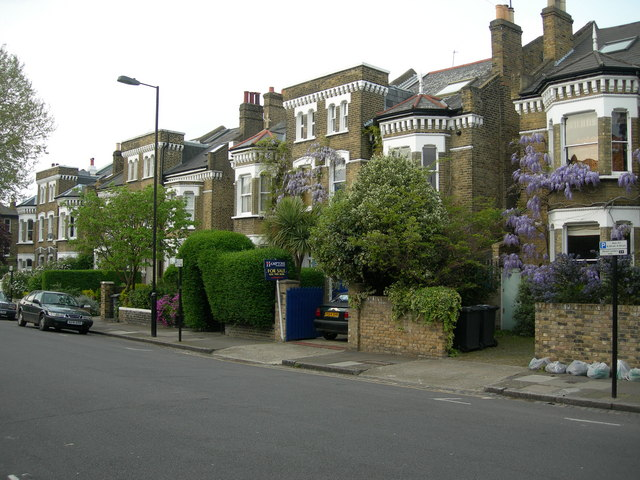
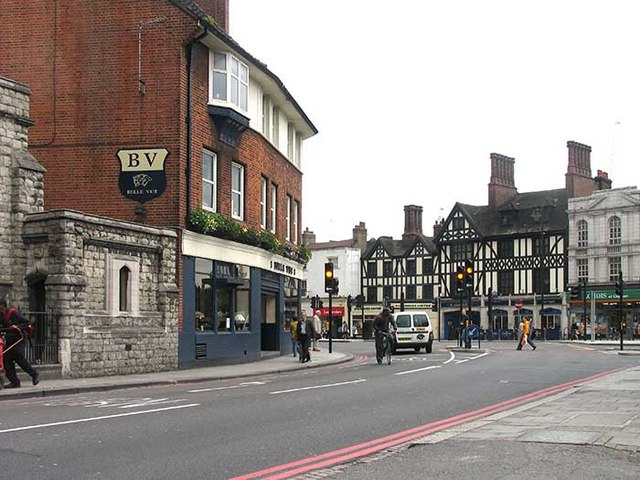
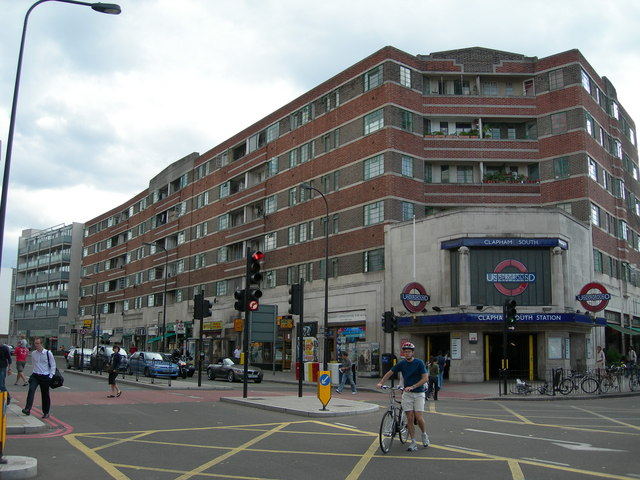